# Wingless Angels
Wingless Angels ist eine Reggae-Band aus Jamaika, die durch ihre Zusammenarbeit mit Keith Richards von den Rolling Stones bekannt wurde.
Ska-Legende Justin Hinds hatte sich in den 1990ern an seinen Geburtsort Steertown bei Ocho Rios zurückgezogen, wo er eine Nyabinghi-Gruppe leitete. Seit den 1970ern hatte Keith Richards ein Haus in Ocho Rios. Er war mit Hinds befreundet. Im Herbst 1995 nahm Richards die Musik der Band bei sich zu Hause auf. Mit einigen Overdubs veröffentlichte Richards das Album 1997 unter dem Namen Wingless Angels.
2010 erschien das Nachfolgealbum Wingless Angels II. Die Aufnahmen stammten aus der Zeit vor dem Tod von Justin Hinds im Jahr 2005.

## Diskografie
- 1997: Wingless Angels
- 2010: Wingless Angels II (auch als Deluxe Edition erschienen)